# Bandicota indica
Bandicota indica là một loài động vật có vú trong họ Chuột, bộ Gặm nhấm. Loài này được Bechstein mô tả năm 1800.